# 西成人
西 成人（にし なると、1964年（昭和39年）1月 - ）は、日本の海上自衛官。第47代佐世保地方総監。息子はアイドルの西洸人。

## 略歴
鹿児島県出身。防衛大学校を第30期卒業し、海上自衛隊に入隊。
職種は回転翼航空機操縦士。
入隊後は主に航空隊や海上幕僚監部等で勤務したのち、横須賀地方総監部幕僚長、教育航空集団司令官等の要職を歴任し、第42代海上幕僚副長を経て、2021年（令和3年）12月22日付で第47代佐世保地方総監に任命された。

## 年譜
- 1986年（昭和61年）3月：防衛大学校第30期卒業、海上自衛隊入隊
- 2000年（平成12年）7月：2等海佐
- 2004年（平成16年）6月：駐オーストラリア防衛駐在官
- 2005年（平成17年）1月：1等海佐
- 2007年（平成19年）9月：海上幕僚監部運用支援課訓練班長
- 2009年（平成21年）3月：第23航空隊司令
- 2010年（平成22年）4月：第22航空群司令部首席幕僚
- 2011年（平成23年） 8月：統合幕僚監部防衛課長
- 2013年（平成25年）8月：海将補に昇任、第22航空群司令
- 2015年（平成27年）8月：海上幕僚監部監察官
- 2016年（平成28年）12月：海上幕僚監部総務部長
- 2017年（平成29年）8月：横須賀地方総監部幕僚長
- 2018年（平成30年）3月：海将に昇任、第41代教育航空集団司令官
- 2020年（令和2年）8月：第42代海上幕僚副長
- 2021年（令和3年）12月：第47代佐世保地方総監
- 2023年（令和5年）8月：退官